# برايان روبرتس
برايان روبرتس (بالإنجليزية: Brian Roberts)‏ مواليد 3 ديسمبر 1985، هو لاعب كرة سلة أمريكي يلعب مع فريق شارلوت هورنتس في الرابطة الوطنية لكرة السلة ويحمل الرقم 22. يبلغ طوله 6 قدم 1 بوصة (1.9 م).

## فرق لعب لها
- نيو أورلينز بيليكانز
- شارلوت هورنتس

## روابط خارجية
- برايان روبرتس على موقع الدوري الأوروبي لكرة السلة (الإنجليزية)
- برايان روبرتس على موقع إن بي أي (الإنجليزية)
- برايان روبرتس على موقع سبورتس رفرنس (الإنجليزية)
- برايان روبرتس على موقع الدوري الإسباني لكرة السلة (الإسبانية)
- برايان روبرتس على موقع كرة السلة الأوروبية.كوم (الإنجليزية)
- برايان روبرتس على موقع إي إس بي إن.كوم (الإنجليزية)
- برايان روبرتس على موقع كلية كرة السلة في سبورتس رفرنس.كوم (الإنجليزية)
- برايان روبرتس على موقع ريلجم (الإنجليزية)
- برايان روبرتس على موقع بروبوليرز (الإنجليزية)
- برايان روبرتس على موقع سبورتس رفرنس (الإنجليزية)